# ディスカヴァリー (1602年の船)

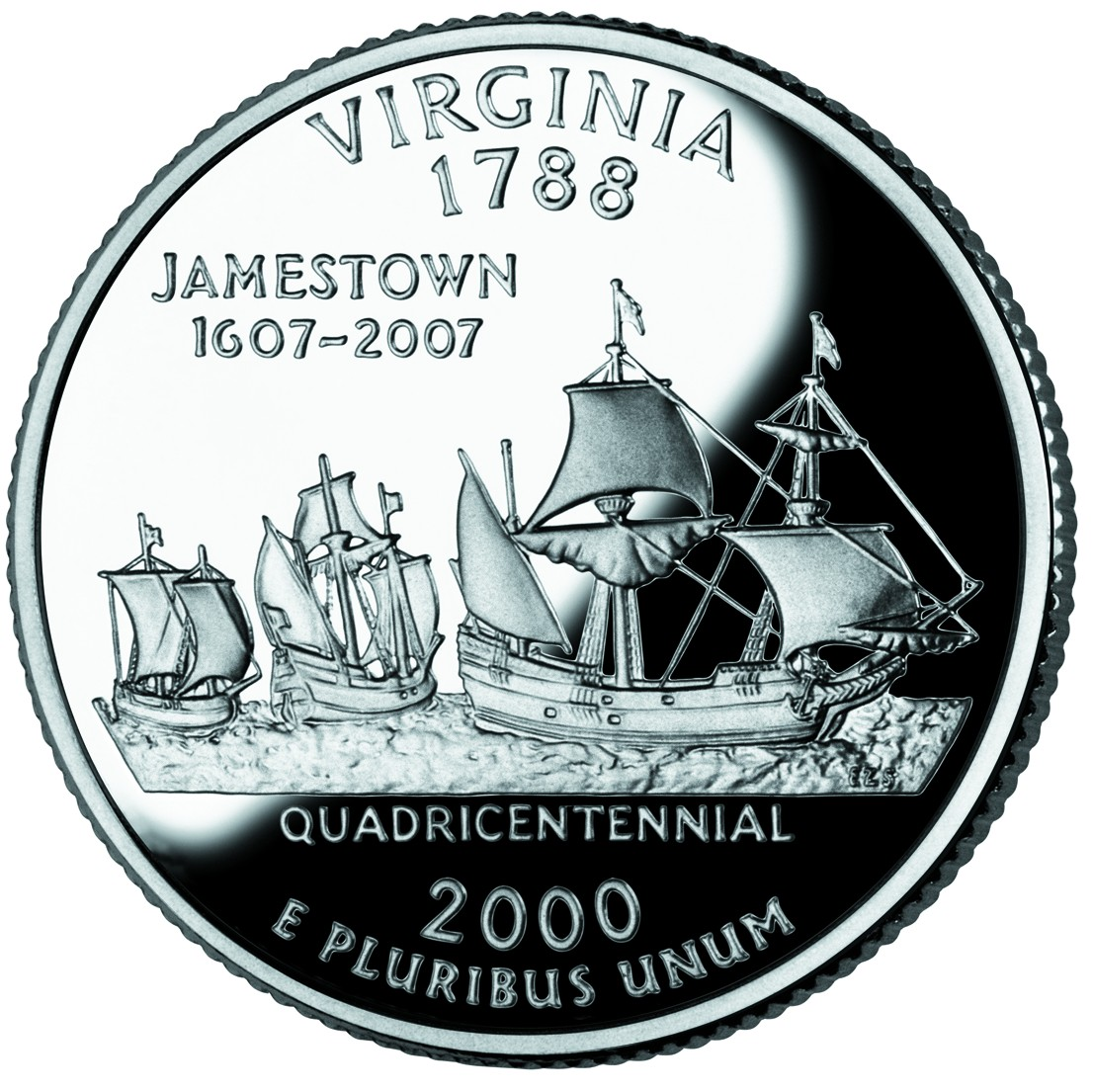
50州25セント硬貨（バージニア州）の裏面に描かれたスーザン・コンスタント、ゴッドスピード及びディスカヴァリー

ディスカヴァリー（Discovery）は、1606年にクリストファー・ニューポートに率いられて植民を目指し北アメリカ大陸へ向かった3隻のバージニア会社の船のうちの1隻である。この船の入植者は、北アメリカ大陸におけるイギリスの最初の永続的な植民地であるジェームズタウンを建設した。

## 概要
ニューポートは1606年12月20日、スーザン・コンスタント、ゴッドスピード、ディスカヴァリーの3隻の船に105人の入植者を乗せ、ロンドンからバージニアに向けて出港した。ディスカヴァリーは、少なくとも1602年より前に進水していた、3隻の船のうち最も小さい船で、21名が乗船していた。
この船団は、約4か月かけて大西洋を横断し、1607年4月26日にチェサピーク湾湾口のヘンリー岬に到達した。そして、入植に適した土地を求めてジェームズ川をさかのぼり、5月13日に河口から約50kmさかのぼった地点を入植地に定めた。この土地はジェームズタウンと名付けられ、北アメリカ大陸におけるイギリスの最初の永続的な植民地となった。
1607年6月にニューポートがイギリスに戻った後も、ディスカヴァリーはジェームズタウンに残され、沿岸の探検などに用いられた。
ジェームズ川沿いのジェームズタウン・セトルメント（ジェームズタウンを題材にしたテーマパーク）には、スーザン・コンスタント、ゴッドスピード及びディスカヴァリーの3隻の船のレプリカが展示されている。